# Текстура міаролітова
Текстура міаролітова – різновид текстури гірських порід. Текстура глибинних порід, зумовлена наявністю в гірських породах дрібних міарол, тобто неправильних кутастих пор або дрібних порожнин, заповнених продуктами кристалізації залишкових розплавів. Виникає внаслідок зменшення об’єму під час кристалізації гірських порід.